# Lauro (folclore)
Il laùro (più spesso llaurieddru o raùlo) è un essere di una radicatissima credenza popolare salentina.
I lauri sono una specie di folletti, molto simili ai Brownie britannici, che spesso in passato sono stati avvistati da una miriade di persone.

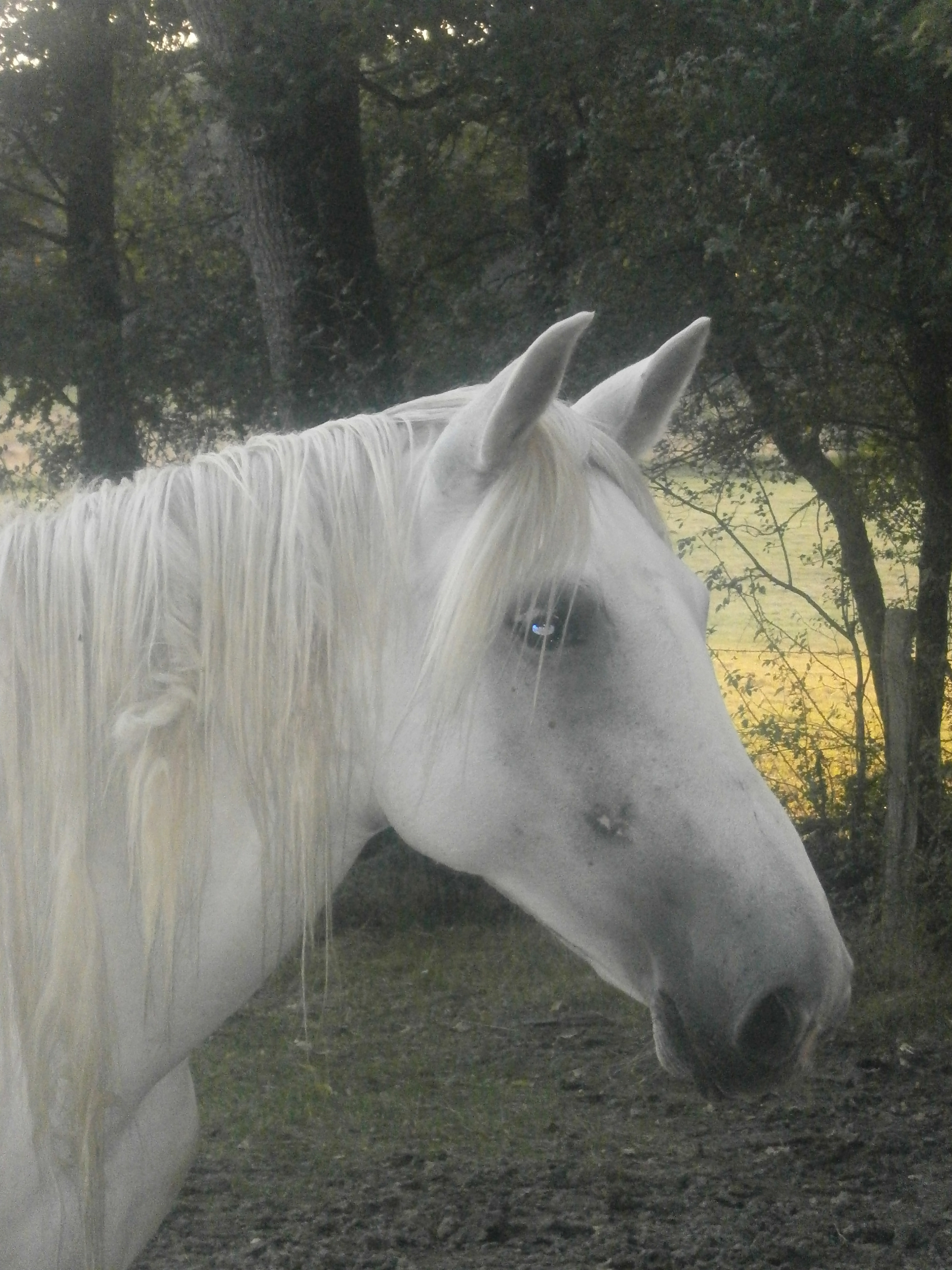
Un cavallo con un nodo «fatato» alla criniera, attribuito all'opera di un folletto.

## Racconti folcloristici
Il folklore popolare racconta che questi strani esseri (secondo alcuni sono elfi, secondo altri spiriti o folletti) vivevano nei boschi o tra le mura domestiche di tutte le case di campagna, nelle masserie sperdute nel verde, oppure nelle abitazioni di città.
Si dice che fossero spiriti di bambini non battezzati.
L'avvistamento di un lauro in casa può avvenire quando la notte si sentono passi sul tetto, o rumore di tamburi o di palle che rimbalzano.
La visione di uno di essi genererebbe una sorta di infinito terrore.
Se si trattava di lauri benigni, aiutavano i contadini nei lavori più disparati, ad esempio badando agli animali durante la notte e, in alcuni casi, mungendoli o strigliandoli oppure regalando monete d'oro o tenendo gli animali selvatici lontani dai campi.
Possono tuttavia essere anche maligni, arrivando in alcuni casi a sedersi sul petto delle persone durante il sonno facendo mancare loro il respiro, e se vengono insultati possono rompere i capasoni d'olio, in altri casi fanno trecce indistricabili ai cavalli: l'unica soluzione è allora tagliare la criniera, altrimenti il cavallo muore durante la notte.